# FortisBC
 (septembre 2014).
FortisBC Inc est un fournisseur et un distributeur d'électricité et de gaz naturel de la province canadienne de Colombie-Britannique. C'est aussi une filiale de Fortis Inc., une entreprise de Terre-Neuve.

## Historique
West Kootenay Power (WKP), fondé en 1897, était contrôlé par Cominco, puis Teck Resources, jusqu'à son rachat en 1987 par UtiliCorp United. En octobre 2001, West Kootenay Power change de nom pour devenir UtiliCorp Networks. En juin 2002, l'entreprise change à nouveau de nom pour devenir Aquila Networks Canada.
En septembre 2003, Fortis acquiert les actifs de distribution et de fourniture d'Aquila en Alberta et en Colombie-Britannique pour un montant d'1,4 milliard de dollars canadiens. Cette transaction inclut alors une partie du réseau de transport d'électricité albertain acheté par Aquila à TransAlta en 2000 pour 600 millions de dollars[réf. nécessaire].

## Prestations
FortisBC (électricité) vend des prestations pour la génération, le transport et la distribution d'électricité auprès de clients domestiques et professionnels dans le sud de l'Intérieur. 
FortisBC (gaz naturel) vend des prestations centrées sur le gaz naturel et le propane en citerne. 

### Électricité
FortisBC distribue l'électricité à environ 111 500 clients dans les communes du centre-sud de la Colombie-Britannique, notamment Kelowna, Osoyoos, Trail, Castlegar, Princeton et Rossland. Environ 48 500 autres clients sont desservis par FortisBC par la vente d'électricité en gros à des entreprises locales de distribution à Summerland, Penticton, Grand Forks et Nelson[réf. nécessaire].

### Gaz naturel
La British Columbia Utilities Commission (en) (BCUC) réglemente à la fois FortisBC Inc. et FortisBC Energy Inc. Les tarifs de l'électricité et du gaz naturel sont fixés dans le cadre d'une méthode de calcul prenant en compte les coûts de l'opérateur et une mesure de la performance de l'entreprise
.